# Espiñoso
Espiñoso (llamada oficialmente San Miguel de Espiñoso) es una parroquia y un lugar español del municipio de Cartelle, en la provincia de Orense, Galicia.

## Organización territorial
La parroquia está formada por nueve entidades de población, constando dos de ellas en el nomenclátor del Instituto Nacional de Estadística español:

### Entidades de población
Entidades de población que forman parte de la parroquia:
- Espiñoso, que abarca los lugares de:	
  - Abellós
  - A Ella de Abaixo
  - A Ella de Arriba
  - A Lama Grande
  - Doniz
  - Os Pazos
  - Os Pumares

### Despoblado
Despoblado que forma parte de la parroquia:
- O Pazo

## Demografía
Gráfica demográfica del lugar y parroquia de Espiñoso según el INE español:
| Gráfica de evolución demográfica de Espiñoso entre 2000 y 2022 |
|                                                                |
| Datos según el nomenclátor publicado por el INE.               |